# Mess Santos
Messias Santos (Belo Horizonte, 31 de julho de 1981), conhecido pelo nome artístico de Mess Santos é um cineasta mineiro radicado em São Paulo.
Sua principal área de trabalho é com videoclipes musicais e documentários da área musical.
Nascido em Belo Horizonte, Mess fundou a produtora Movie 3 Filmes em 2011, empresa conceituada em videoclipes, com produções em mais de 25 países pelo mundo e 4 bilhões de visualizações. A Movie 3 Filmes é uma produtora especializada em videoclipes musicais, campanhas publicitárias e documentários das áreas de música e cinema. Trabalha com artistas nacionais e internacionais, como Jota Quest, Claudia Leitte, Wesley Safadão, Anitta e Nego do Borel.
Seu primeiro videoclipe com maior destaque, foi da banda Replace, com a música "Aprender a Voar". Lançado em 2011, ele ficou 3 meses em primeiro lugar no TOP 10 MTV e ganhou uma indicação ao VMB do mesmo ano.
Em 2020 dirigiu o seu primeiro filme intitulado "MOSCOW" rodado em apenas 12 dias durante a pandemia e estrelado por Thaila Ayala, Ludmilla, Werner Shunemann e Bruno Fagundes
Novembro de 2020 lançou o seu primeiro Curta-Metragem intitulado "Baseado em Amores Reais" ao lado do duo Mar Aberto com exclusividade na Globoplay. 

## Videografia (parcial)
- 2011: Replace - "Aprender a Voar"
- 2011: Manu Gavassi - "Odeio"
- 2011: CW7 - "Por Horas e Horas"
- 2012: Jota Quest - "Dentro de um Abraço"
- 2012: Daniel ft. Guilherme Arantes - "Meu Mundo e Nada Mais"
- 2012: Maria Cecilia & Rodolfo - "Espalhe o Amor"
- 2012: Thalles Roberto - "Filho Meu"
- 2013: Naldo Benny - "Faz Sentir"
- 2013: Jota Quest ft. Natiruts - "Reggae Town"
- 2013: Barbados - "O caribe alem do Esperado"
- 2013: Eminence "Documentary Live China"
- 2014: Malta - "Diz Pra Mim"
- 2014: Dubeat - "Garota da Vitrine"
- 2014: Dienis ft. Negra Li - "O Ar que eu Respiro"
- 2014: South by Southwest - "Documentary"
- 2014: Malta - "Memorias"
- 2014: Project 46 - "Erro +55"
- 2015: Tati Zaqui - "Agua na Boca"
- 2015: Campanha Tip Top - "Compartilhe o Amor'
- 2015: Ponto de Equilíbrio ft. Gabriel Pensador - "Nossa Musica"
- 2015: Naldo Benny ft. Mano Brown - "Benny Brown"
- 2015: Nasra - Whore
- 2015: Campanha Bozzano - "Escolha seu Lado"
- 2016: Gabriel Pensador - "Fé na Luta"
- 2016: Mc Guime part. Lexa - "Fato Raro"
- 2016: Claudia Leitte - "Taquita"
- 2016: Jota Quest ft. Anitta - "Blecaute"
- 2016: Renato Viana - "Açucar"
- 2016: Felguk & Ricci - "Small Town"
- 2016: Ftampa ft. Kmatos - "Our Way"
- 2017: Nego do Borel ft. Anitta & Wesley Safadão - "Você Partiu Meu Coração"
- 2017: Claudia Leitte - Baldin de Gelo
- 2017: Wesley Safadão - "Sonhei que tava me Casando"
- 2017: Kell Smith - "Era uma Vez"
- 2017: Kell Smith - "Respeita as Mina"
- 2017: Solange Almeida - "Sinceramente"
- 2017: Onze20 - "Não Da"
- 2017: Naldo Benny ft. Simone & Simaria - "Embaçar o Vidro"
- 2018: Durval Lellys ft. Claudia Leitte - "A Bela do Baile"
- 2018: Dennis Dj ft. Maiara & Maraisa e Marilia Mendonça - "Um brinde"
- 2018: Maiara & Maraisa - "Quem Ensinou fui Eu"
- 2018: Dennis DJ ft. Vitin part. Bruno Martini - "Sou teu Fã"
- 2018: Wesley Safadão & Anitta - Romance com Safadeza
- 2018: Claudia Leitte - Pode Ter
- 2018: Wesley Safadão e Aldair Playboy part. Kevinho - Amor Falso
- 2019: Marcelo Falcão - Hoje Eu Decidi
- 2019: Alok - Pray
- 2019: Lagum - Detesto Despedidas
- 2019: Dennis DJ ft. Lexa - Apimentadíssima
- 2019: Jerry Smith - A Pampa
- 2020: Lexa - Aquecimento da Lexa
- 2020: Parangolé - Hoje Só Amanhã
- 2020: BFF Girls - Timidez
- 2020: Parangolé - Ela Não Quer Guerra
- 2020: Zé Felipe - Amigo Nada
- 2020: Lexa - Largadão
- 2020: Gaab - Online
- 2020: Kell Smith - Vulnerável
- 2020: Kell Smith - Seja Gentil
- 2020: Léo Santana e Rogerinho ft. Kevinho - Só Você
- 2021: Claudia Leitte e Natiruts - agradece
- 2021: Claudia Leitte e Joey Montana - Samba Lento
- 2022: Eyshila, Fernanda Brum e Aline Barros - Ele Se Move

## Filmografia
- 2020: Moscow
- 2020: Baseado Em Amores Reais